# Toyotomi (Hokkaido)
Toyotomi (jap. 豊富町 Toyotomi-chō) – miasto w Japonii, w prefekturze Hokkaido, w podprefekturze Sōya. Według danych na rok 2020 miejscowość zamieszkiwało 3 974 mieszkańców , a gęstość zaludnienia wyniosła 7,6 os./km².